# Peter I. (Kastilien)

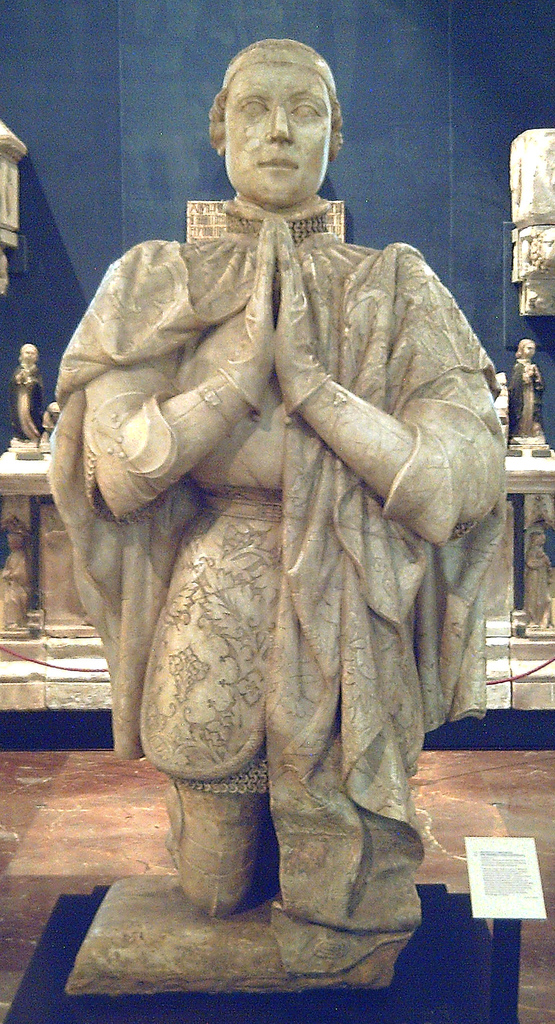
Posthume Alabasterstatue von Peter dem Grausamen, 1504

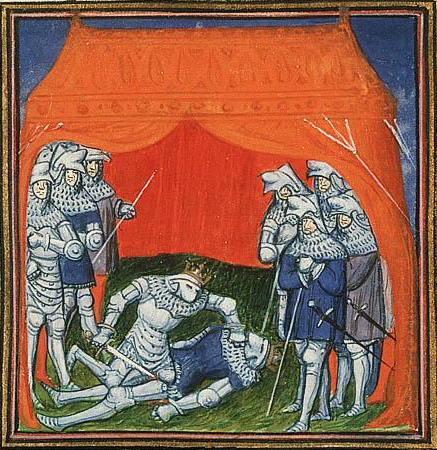
Heinrich ermordet Peter I.

Peter I., der Grausame oder der Gerechte (spanisch Pedro el Cruel bzw. el Justiciero, * 30. August 1334 in der Provinz Burgos; † 23. März 1369 bei Montiel), war König von Kastilien und León (1350–1369).

## Leben
Peter I. war der Sohn von Alfons XI. und Maria, der Tochter des portugiesischen Königs Alfons IV. Nach der Trennung seiner Eltern wurde er von Bischof Bernabé von Osma erzogen. Die Geliebte seines Vaters, Leonor de Guzmán, die diesem sieben Söhne geboren hatte, hatte großen Einfluss auf den König. Als Peter im Jahr 1350 an die Macht gekommen war, führte er Krieg gegen seine Halbbrüder. Seine Mutter ließ ein Jahr darauf ihre ehemalige Nebenbuhlerin ermorden.
Im Jahr 1348 wurde ihm Joan von England als Braut zugesprochen. Sie starb jedoch im Alter von 14 Jahren auf dem Weg zu ihrem Bräutigam am 2. September 1348 in der Nähe von Bordeaux an der Pest. So heiratete er fünf Jahre später Blanche von Bourbon, eine Tochter des bourbonischen Herzogs Peter I.; bald darauf ließ er sie jedoch verhaften und zuletzt in Medina-Sidonia einkerkern, um wieder mit seiner Geliebten María de Padilla zusammenzuleben, die er ebenfalls heiratete. Dies hatte weitreichende Folgen, denn sowohl der Papst als auch Klerus und Hochadel wandten sich von ihm ab. Im Jahr 1354 heiratete der Bigamist noch einmal – diesmal Juana de Castro, die aus dem einflussreichen Haus der Castros stammte, was ihm die Unterstützung Portugals einbrachte. Zwei Jahre später brach endgültig der Krieg mit Aragón gegen König Peter IV. (Krieg der beiden Peter) aus.
Nachdem ihn sein Halbbruder, der Bastard Heinrich von Trastamara im Jahr 1366 vertrieben hatte, schloss Peter ein Bündnis mit Edward, dem „Schwarzen Prinzen“. Mit Hilfe der englischen Truppen konnte er in der Schlacht von Nájera die Armee Heinrichs II. schlagen und diesen vertreiben. So eroberte er den Thron für sich zurück. Am 13. August 1367 schlossen die beiden Peter einen Frieden. Edwards Gesundheit litt jedoch stark und er musste das Land verlassen. Heinrich griff im Jahr 1369 erneut an und trieb Peter bis nach Toledo zurück. Nach der verlorenen Schlacht von Montiel musste Peter fliehen. Heinrich ermordete ihn wenige Tage später eigenhändig.

## Palast in Sevilla
In Sevilla ließ er einen Palast, den dortigen Alcázar, im maurischen Stil von Baumeistern aus Granada als Residenz erbauen bzw. ausbauen. Der Alcázar gehört mitsamt den zugehörigen Gartenanlagen zu den touristischen Sehenswürdigkeiten ersten Ranges in Spanien.

## Ehen und Nachkommen
Ehen und Nachkommen:

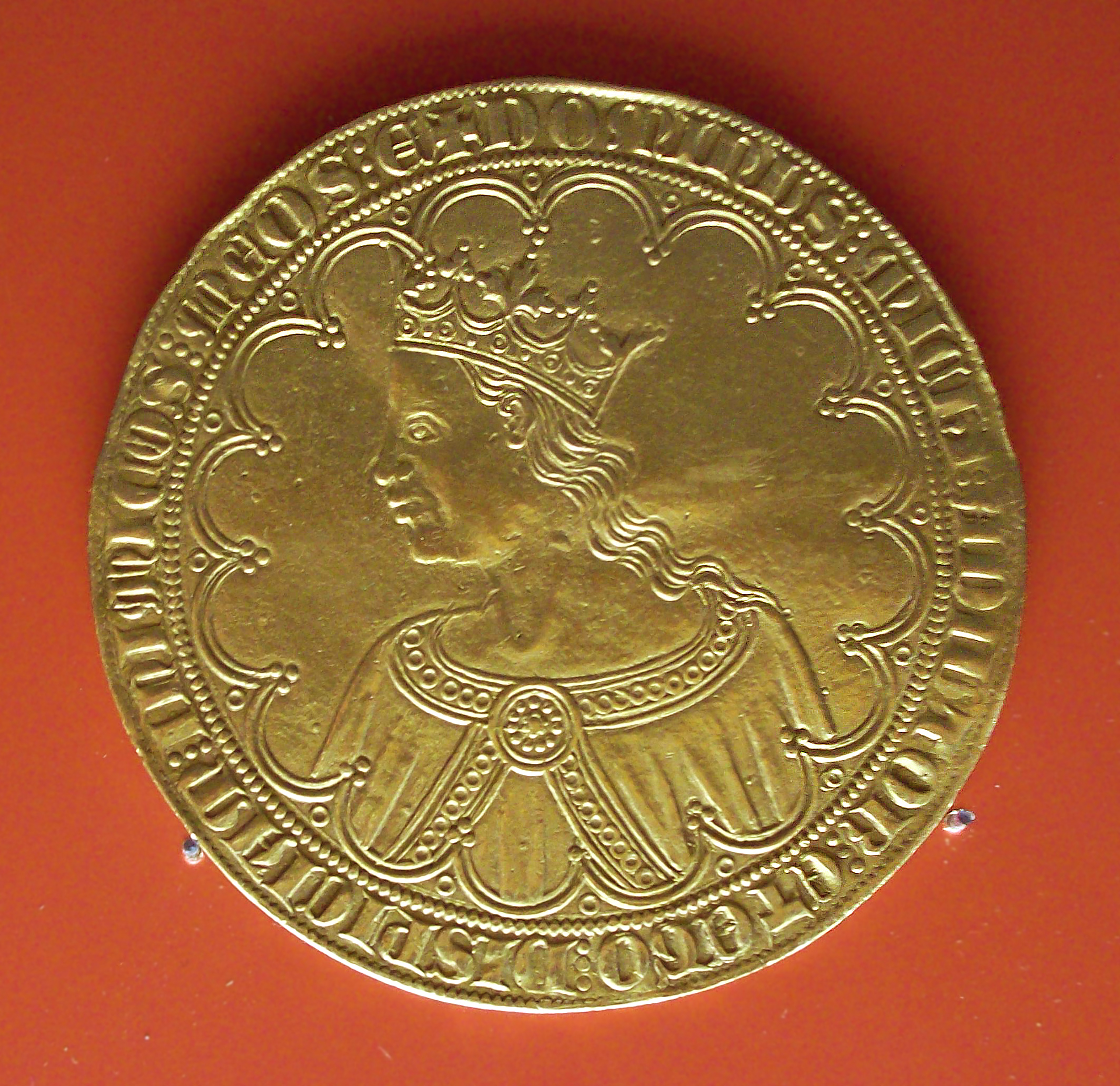
König Peter I. auf einer Goldmünze (Dobla), 1360

1. Blanche von Bourbon (1339–1361), Tochter des Herzogs Peter I. von Bourbon
2. María de Padilla, Tochter von Graf Juan Garcia von Villagera (Nebenehe)
  - Beatrix (1353–1369)
  - Konstanze von Kastilien (1354–1394) ⚭ John of Gaunt, 1. Duke of Lancaster
  - Isabella von Kastilien (1355–1393) ⚭ Edmund of Langley, 1. Herzog von York
  - Alfons (1359–1362)
3. Juana de Castro, Tochter von Graf Peter von Lemos
  - Johann (1355–1405) ⚭ Elvira de Eril

Außerdem hatte er die illegitimen Kinder
- Fernando, Sohn von María González de Hinestrosa, er starb jung
- María, Tochter von Teresa de Ayala, Nonne
- Sancho, Sohn von Isabel de Sandoval, er starb jung
- Diego, Sohn von Isabel de Sandoval, ⚭ Isabel de Salazar

## Rezeption
Peters schlechter Ruf, der zum Beinamen „der Grausame“ führte, ist zu einem beträchtlichen Teil auf das Werk von Pedro de Ayala zurückzuführen. 
- Don Pèdre, roi de Castille, Tragödie von Voltaire (1774)